# Paganese Calcio 1926 2015-2016
Questa voce raccoglie le informazioni riguardanti la Paganese Calcio 1926 nelle competizioni ufficiali della stagione 2015-2016.

## Divise e sponsor
Lo sponsor tecnico per la stagione 2015-2016 è Legea mentre lo sponsor ufficiale è Eco Sider S.r.l. e il co-sponsor Myo Hotel.
| Casa | Trasferta | Terza divisa | Portiere |

## Organigramma societario
Di seguito sono riportati i membri dello staff della Paganese.
Area direttiva
- Presidente: Raffaele Trapani
- Vicepresidenti: Piccolo Alfonso, Santoriello Felice
- Consigliere delegato: Trapania Antonino
- Consigliere delegato Sett. giovanile: Caiazzo Giuseppe
- Amministratore delegato: Raiola Filippo
- Responsabile amministrativo: Alfonso Manzo

Area organizzativa
- Segretario: Antonio Ferraioli
- Delegato alla sicurezza: Gianluca Sellitto
- Gestione steward: SEPOL

Area comunicazione
- Responsabile area comunicazione: Lorenzo Ansaldi
- Staff area comunicazione: Alfonso Belsito, Valentino Amato, Luigi Amendola, Ciccio De Vivo,
- Fotografo ufficiale: Mirko Sorrentino
- Responsabile sito web: Pepe Mario

Area legale
- Ufficio legale: Carlo De Martino, Christian Elettore

Area tecnica
- Allenatore: Gianluca Grassadonia
- Allenatore in seconda: Luca Fusco
- Preparatore atletico: Natalino Orrù
- Preparatore portieri: Enrico Limone
- Direttore generale: Antonello Preiti
- Team manager: Francesco Mortelliti
- Magazziniere: Francesco Pastore
- Magazziniere: Eleuterio Pepe

Area sanitaria
- Medico sociale: Errico Cesareo, Ferdinando Ferrara, Andrea Massa, Davide Bisogno
- Massofisioterapista: Davide Bisogno

## Rosa
Di seguito è riportata la rosa della Paganese.
| N. |                    | Ruolo | Calciatore         |
| -- | ------------------ | ----- | ------------------ |
|    | Italia (bandiera)  | P     | Davide Borsellini  |
|    | Italia (bandiera)  | P     | Raffaele Esposito  |
|    | Italia (bandiera)  | P     | Vincenzo Marruocco |
|    | Italia (bandiera)  | D     | Antonio Bocchetti  |
|    | Francia (bandiera) | D     | Ravy Tsouka Dozi   |
|    | Italia (bandiera)  | D     | Mirko Esposito     |
|    | Italia (bandiera)  | D     | Kevin Magri        |
|    | Spagna (bandiera)  | D     | Ruben Palomeque    |
|    | Italia (bandiera)  | D     | Paolo Parente      |
|    | Italia (bandiera)  | D     | Filippo Penna      |
|    | Italia (bandiera)  | D     | Armando Perna      |
|    | Italia (bandiera)  | D     | Daniele Rosania    |
|    | Italia (bandiera)  | D     | Marco Schiavino    |
|    | Italia (bandiera)  | D     | Ciro Sirignano     |
|    | Italia (bandiera)  | D     | Federico Sorbo     |
|    | Italia (bandiera)  | C     | Imperio Carcione   |
|    | Italia (bandiera)  | C     | Andrea Cassata     |

| N. |                            | Ruolo | Calciatore           |
| -- | -------------------------- | ----- | -------------------- |
|    | Italia (bandiera)          | C     | Nicolò Corticchia    |
|    | Italia (bandiera)          | C     | Giovanni Della Corte |
|    | Italia (bandiera)          | C     | Francesco Deli       |
|    | Rep. Dominicana (bandiera) | C     | Vinicio Espinal      |
|    | Italia (bandiera)          | C     | Jacopo Fortunato     |
|    | Italia (bandiera)          | C     | Antonio Grillo       |
|    | Italia (bandiera)          | C     | Simone Guerri        |
|    | Italia (bandiera)          | C     | Luca Palmiero        |
|    | Italia (bandiera)          | A     | Riccardo Berardino   |
|    | Italia (bandiera)          | A     | Giuseppe Caccavallo  |
|    | Italia (bandiera)          | A     | Emanuele Cicerelli   |
|    | Italia (bandiera)          | A     | Evangelista Cunzi    |
|    | Italia (bandiera)          | A     | Pasquale De Vita     |
|    | Albania (bandiera)         | A     | Mario Gurma          |
|    | Italia (bandiera)          | A     | Antonio Martiniello  |
|    | Italia (bandiera)          | A     | Vincenzo Tommasone   |
|    | Italia (bandiera)          | A     | Maurizio Vella       |

## Calciomercato
Di seguito sono riportati i trasferimenti del calciomercato 2015-2016 della Paganese.

### Sessione estiva(dal 01/07 al 31/08)
| Acquisti | Acquisti            | Acquisti    | Acquisti      |
| R.       | Nome                | da          | Modalità      |
| -------- | ------------------- | ----------- | ------------- |
| P        | Raffaele Esposito   | Salernitana | prestito      |
| D        | Antonio Bocchetti   | Salernitana | fine prestito |
| D        | Marco Caldore       | Gubbio      | definitivo    |
| D        | Ravy Tsouka Dozi    | Crotone     | prestito      |
| D        | Mirko Esposito      | Crotone     | prestito      |
| D        | Ruben Palomeque     | Bologna     | prestito      |
| D        | Marco Schiavino     | Torres      | definitivo    |
| D        | Federico Sorbo      | Prato       | definitivo    |
| C        | Imperio Carcione    | Arezzo      | definitivo    |
| C        | Francesco Deli      | Parma       | definitivo    |
| C        | Antonio Grillo      | Salernitana | prestito      |
| C        | Simone Guerri       | Gubbio      | definitivo    |
| C        | Luca Palmiero       | Napoli      | prestito      |
| C        | Vinicio Espinal     | Venezia     | definitivo    |
| A        | Giuseppe Caccavallo | Parma       | definitivo    |
| A        | Emanuele Cicerelli  | Barletta    | definitivo    |
| A        | Evangelista Cunzi   | Casertana   | definitivo    |
| A        | Mario Gurma         | Lamia       | svincolato    |
| A        | Antonio Martiniello | Salernitana | prestito      |
| A        | Ciro Sburlino       | Pianese     | prestito      |

| Cessioni | Cessioni            | Cessioni               | Cessioni      |
| R.       | Nome                | a                      | Modalità      |
| -------- | ------------------- | ---------------------- | ------------- |
| P        | Rocco Novelli       | Agropoli               | definitivo    |
| D        | Armando Armenise    |                        | svincolato    |
| D        | Alessandro Vinci    | Arezzo                 | definitivo    |
| D        | Nicolò Donida       |                        | svincolato    |
| D        | Bruno Fossa         | Progreditur Marcianise | svincolato    |
| D        | Armando Perna       | Delta Porto Tolle      | definitivo    |
| D        | Angelo Tartaglia    | Parma                  | fine prestito |
| D        | Leonardo Moracci    | Ischia Isolaverde      | definitivo    |
| D        | Luigi Badji Djibo   | Atalanta               | fine prestito |
| D        | Marco Blandi        | Potenza                | prestito      |
| D        | Riccardo Bolzan     |                        | svincolato    |
| D        | Tommaso Cancelloni  | Parma                  | fine prestito |
| D        | Michele Galoppo     |                        | svincolato    |
| C        | Nicola Malaccari    | Savoia                 | fine prestito |
| C        | Francesco Bergamini | Bologna                | fine prestito |
| C        | Matteo Calamai      | Ischia Isolaverde      | definitivo    |
| C        | Daniele Franco      | Spezia                 | fine prestito |
| C        | Nicola Gai          |                        | svincolato    |
| C        | Pietro Baccolo      | Parma                  | fine prestito |
| A        | Giuseppe Altea      | Salernitana            | svincolato    |
| A        | Salvatore Aurelio   |                        | svincolato    |
| A        | Tommaso Biasci      | Livorno                | fine prestito |
| A        | Cristiano Bussi     | Parma                  | fine prestito |
| A        | Domenico Girardi    |                        | svincolato    |
| A        | Lorenzo Longo       | Bari                   | fine prestito |
| A        | Simone Russini      | Juventus               | fine prestito |
| A        | Giancarlo Malcore   |                        | svincolato    |

### Operazioni tra le due sessioni
| Acquisti | Acquisti           | Acquisti | Acquisti   |
| R.       | Nome               | da       | Modalità   |
| -------- | ------------------ | -------- | ---------- |
| C        | Jacopo Fortunato   |          | svincolato |
| C        | Riccardo Berardino |          | svincolato |

| Cessioni | Cessioni        | Cessioni | Cessioni   |
| R.       | Nome            | a        | Modalità   |
| -------- | --------------- | -------- | ---------- |
| C        | Vinicio Espinal |          | svincolato |

### Sessione invernale(dal 04/01 al 01/02)
| Acquisti | Acquisti             | Acquisti     | Acquisti                                          |
| R.       | Nome                 | da           | Modalità                                          |
| -------- | -------------------- | ------------ | ------------------------------------------------- |
| P        | Rocco Novelli        | Agropoli     | fine prestito                                     |
| D        | Marco Blandi         | Potenza      | fine prestito                                     |
| D        | Paolo Parente        | Genoa        | definitivo                                        |
| D        | Filippo Penna        | Juventus     | prestito                                          |
| D        | Ciro Sirignano       | Martina      | definitivo                                        |
| C        | Andrea Cassata       | Salernitana  | definitivo                                        |
| C        | Niccolò Corticchia   | L.R. Vicenza | prestito                                          |
| C        | Giovanni Della Corte | Pontedera    | prestito con diritto di riscatto e controriscatto |
| C        | Maurizio Vella       | Juve Stabia  | definitivo                                        |
| A        | Pasquale De Vita     | Trapani      | prestito                                          |
| A        | Vincenzo Tommasone   | Inter        | prestito                                          |

| Cessioni | Cessioni            | Cessioni             | Cessioni      |
| R.       | Nome                | a                    | Modalità      |
| -------- | ------------------- | -------------------- | ------------- |
| P        | Raffaele Esposito   | Salernitana          | fine prestito |
| P        | Rocco Novelli       | Gelbison             | prestito      |
| D        | Marco Blandi        | Pomigliano           | prestito      |
| D        | Marco Caldore       | Omegna               | svincolato    |
| D        | Francesco Di Massa  | Nocerina             | prestito      |
| D        | Rubén Palomeque     | Bologna              | fine prestito |
| D        | Daniele Rosania     | Juve Stabia          | definitivo    |
| D        | Federico Sorbo      | Pontedera            | definitivo    |
| C        | Riccardo Berardino  | Martina              | svincolato    |
| C        | Francesco De Feo    | Pomigliano           | prestito      |
| C        | Jacopo Fortunato    |                      | svincolato    |
| A        | Mario Gurma         | Lupa Castelli Romani | definitivo    |
| A        | Antonio Martiniello | Salernitana          | fine prestito |

## Risultati

### Lega Pro

#### Girone di andata
| Arbitro: | Luciano (Lamezia Terme) |

|                         |           |             |
| Caccavallo 43’ Deli 78’ | Marcatori | 90+3’ Sarno |

| Arbitro: | Ranaldi (Tivoli) |

|                |           |               |
| Migliaccio 35’ | Marcatori | 26’ Cicerelli |

| Arbitro: | Viotti (Tivoli) |

|                                   |           |               |
| Caccavallo 22’ (rig.), 84’ (rig.) | Marcatori | 90+4’ Fissore |

| Arbitro: | Prontera (Bologna) |

|                |           |             |
| Migliorini 27’ | Marcatori | 90+5’ Gurma |

| Arbitro: | Volpi (Arezzo) |

|                       |           |             |
| Caccavallo 45’ (rig.) | Marcatori | 66’ Tavares |

| Arbitro: | Proietti (Terni) |

|                            |           |                |
| Crescenzo 43’ Scardina 86’ | Marcatori | 75’ Caccavallo |

| Arbitro: | Tardino (Milano) |

|  |           |               |
|  | Marcatori | 59’ Salandria |

| Arbitro: | Massimi (Termoli) |

|  |           |               |
|  | Marcatori | 24’ Cicerelli |

| Pagani 31 ottobre 2015, ore 17:30 CET 9ª giornata | Paganese        | 0 – 0 referto | Cosenza | Stadio Marcello Torre (700 spett.)\| Arbitro: \| Mancini (Fermo) \| |
| Arbitro:                                          | Mancini (Fermo) |               |         |                                                                     |

| Arbitro: | Vesprini (Macerata) |

|             |           |  |
| Mattera 84’ | Marcatori |  |

| Arbitro: | Guccini (Albano Laziale) |

|                        |           |                         |
| Gurma 7’ Palomeque 82’ | Marcatori | 61’ Orlando 84’ Izzillo |

| Arbitro: | Bertani (Pisa) |

|           |           |                   |
| Masia 77’ | Marcatori | 29’, 82’ Carcione |

| Arbitro: | Zingarelli (Siena) |

|           |           |                         |
| Cunzi 42’ | Marcatori | 25’ Agnello 73’ Razziti |

| Arbitro: | Perotti (Legnano) |

|                          |           |                     |
| Rolando 28’ Ingrosso 33’ | Marcatori | 84’ (aut.) Ingrosso |

| Arbitro: | Rossi (Rovigo) |

|            |           |                   |
| Guerri 46’ | Marcatori | 89’ (rig.) Lepore |

| Arbitro: | Mastrodonato (Molfetta) |

|                              |           |  |
| Calil 24’, 81’ Pelagatti 29’ | Marcatori |  |

| Arbitro: | Mainardi (Bergamo) |

|                                  |           |                           |
| Guerri 53’ Caccavallo 90’ (rig.) | Marcatori | 21’ De Angelis 87’ Matute |

#### Girone di ritorno
| Arbitro: | Piscopo (Imperia) |

|                          |           |                                     |
| Iemmello 58’ Chiricò 61’ | Marcatori | 26’ (aut.) Gigliotti 37’ Caccavallo |

| Arbitro: | Detta (Mantova) |

|                                                |           |             |
| Caccavallo 40’ (rig.), 49’ (rig.) Palmiero 42’ | Marcatori | 16’ Ciotola |

| Arbitro: | Catona (Reggio Calabria) |

|  |           |                |
|  | Marcatori | 89’ Caccavallo |

| Arbitro: | Pietropaolo (Modena) |

|                                               |           |                                 |
| Guerri 4’ Cunzi 7’, 43’ Caccavallo 23’ (rig.) | Marcatori | 22’, 72’ Nicastro 89’ Del Sante |

| Arbitro: | Fourneau (Roma 1) |

|                                 |           |                       |
| Barišič 50’ Acampora 77’ (aut.) | Marcatori | 20’ Carcione 55’ Deli |

| Arbitro: | Mantelli (Brescia) |

|                             |           |  |
| Bocchetti 6’ Caccavallo 81’ | Marcatori |  |

| Arbitro: | Curti (Milano) |

|               |           |  |
| Di Piazza 27’ | Marcatori |  |

| Arbitro: | Andreini (Forlì) |

|           |           |             |
| Vella 83’ | Marcatori | 48’ Gambino |

| Cosenza 12 marzo 2016, ore 15:00 CET 26ª giornata | Cosenza            | 0 – 0 referto | Paganese | Stadio San Vito (1 799 spett.)\| Arbitro: \| Prontera (Bologna) \| |
| Arbitro:                                          | Prontera (Bologna) |               |          |                                                                    |

| Arbitro: | Rossi (Rovigo) |

|  |           |           |
|  | Marcatori | 14’ Cissé |

| Arbitro: | Sozza (Seregno) |

|  |           |                         |
|  | Marcatori | 6’ Cunzi 90+3’ Palmiero |

| Pagani 3 aprile 2016, ore 17:30 CEST 29ª giornata | Paganese          | 0 – 0 referto | Melfi | Stadio Marcello Torre (600 spett.)\| Arbitro: \| Marchetti (Ostia) \| |
| Arbitro:                                          | Marchetti (Ostia) |               |       |                                                                       |

| Arbitro: | Camplone (Pescara) |

|             |           |  |
| Olivera 63’ | Marcatori |  |

| Arbitro: | Lacagnina (Caltanissetta) |

|                                                    |           |  |
| Caccavallo 13’, 28’ Sirignano 72’ Cunzi 88’ (rig.) | Marcatori |  |

| Arbitro: | Piccinini (Forlì) |

|               |           |  |
| De Feudis 59’ | Marcatori |  |

| Pagani 30 aprile 2016, ore 17:30 CEST 33ª giornata | Paganese              | 0 – 0 referto | Catania | Stadio Marcello Torre (1 000 spett.)\| Arbitro: \| Bichisecchi (Livorno) \| |
| Arbitro:                                           | Bichisecchi (Livorno) |               |         |                                                                             |

| Arbitro: | Sprezzola (Mestre) |

|                                              |           |                          |
| Alfageme 49’, 56’ Jefferson 68’ Giannone 74’ | Marcatori | 64’, 86’ (rig.) Carcione |

### Coppa Italia Lega Pro

#### Fase a gironi
| Squadra       | P.ti | G | V | N | P | GF | GS | DR  |
| ------------- | ---- | - | - | - | - | -- | -- | --- |
| Akragas       | 6    | 2 | 2 | 0 | 0 | 15 | 1  | +14 |
| Vigor Lamezia | 3    | 2 | 1 | 0 | 1 | 6  | 11 | -5  |
| Paganese      | 0    | 2 | 0 | 0 | 2 | 0  | 9  | -9  |

| Arbitro: | Nicoletti (Catanzaro) |

|                                           |           |  |
| Umbaca 20’, 31’, 76’ Cicala 36’ Perri 69’ | Marcatori |  |

| Arbitro: | Fiorini (Frosinone) |

|  |           |                                     |
|  | Marcatori | 31’, 39’ Almirón 49’, 58’ Di Piazza |

## Statistiche

### Statistiche di squadra
| Competizione          | Punti  | In casa | In casa | In casa | In casa | In casa | In casa | In trasferta | In trasferta | In trasferta | In trasferta | In trasferta | In trasferta | Totale | Totale | Totale | Totale | Totale | Totale | DR |
| Competizione          | Punti  | G       | V       | N       | P       | Gf      | Gs      | G            | V            | N            | P            | Gf           | Gs           | G      | V      | N      | P      | Gf     | Gs     | DR |
| --------------------- | ------ | ------- | ------- | ------- | ------- | ------- | ------- | ------------ | ------------ | ------------ | ------------ | ------------ | ------------ | ------ | ------ | ------ | ------ | ------ | ------ | -- |
| Lega Pro              | 42(-1) | 17      | 6       | 8       | 3       | 26      | 17      | 17           | 4            | 5            | 8            | 16           | 22           | 34     | 10     | 13     | 11     | 41     | 39     | +2 |
| Coppa Italia Lega Pro | 0      | 1       | 0       | 0       | 1       | 0       | 9       | 1            | -            | -            | 1            | -            | 5            | 2      | 0      | 0      | 2      | 0      | 9      | -9 |
| Totale                | 42     | 18      | 6       | 8       | 4       | 26      | 26      | 18           | 4            | 5            | 9            | 16           | 27           | 36     | 10     | 13     | 13     | 41     | 48     | -7 |

### Andamento in campionato
| Giornata  | 1 | 2 | 3 | 4 | 5 | 6 | 7  | 8 | 9 | 10 | 11 | 12 | 13 | 14 | 15 | 16 | 17 | 18 | 19 | 20 | 21 | 22 | 23 | 24 | 25 | 26 | 27 | 28 | 29 | 30 | 31 | 32 | 33 | 34 |
| --------- | - | - | - | - | - | - | -- | - | - | -- | -- | -- | -- | -- | -- | -- | -- | -- | -- | -- | -- | -- | -- | -- | -- | -- | -- | -- | -- | -- | -- | -- | -- | -- |
| Luogo     | C | T | C | T | C | T | C  | T | C | T  | C  | T  | C  | T  | C  | T  | C  | T  | C  | T  | C  | T  | C  | T  | C  | T  | C  | T  | C  | T  | C  | T  | C  | T  |
| Risultato | V | N | V | N | N | P | P  | V | N | P  | N  | V  | P  | P  | N  | P  | N  | N  | V  | V  | V  | N  | V  | P  | N  | N  | P  | V  | N  | P  | V  | P  | N  | P  |
| Posizione | 3 | 3 | 2 | 1 | 4 | 7 | 10 | 8 | 9 | 10 | 11 | 7  | 9  | 11 | 12 | 13 | 13 | 13 | 9  | 8  | 7  | 7  | 7  | 7  | 8  | 9  | 10 | 10 | 9  | 9  | 9  | 10 | 9  | 9  |

Fonte:  Lega Pro Girone C 2015/2016, su calcio.com.
Legenda:

Luogo: C = Casa; T = Trasferta. Risultato: V = Vittoria; N = Pareggio; P = Sconfitta.